# Europa Cup i ishockey 1977-78
Europa Cup 1977-78 var den 13. udgave af Europa Cuppen i ishockey, arrangeret af International Ice Hockey Federation, og turneringen med deltagelse af 16 hold blev spillet i perioden fra efteråret 1977 til august 1979.
Turneringen blev vundet af HK CSKA Moskva fra Sovjetunionen, som i finalen besejrede de forsvare Europa Cup-mestre TJ Poldi SONP Kladno fra Tjekkoslovakiet. Finalen blev spillet på neutral bane i Innsbruck og endte 3-1 til det sovjetiske hold. Det var niende gang, at turneringen blev vundet af et sovjetisk hold, og det var ottende gang, at HK CSKA Moskva vandt titlen.

## Format og hold
De nationale mestre i sæsonen 1976-77 i IIHF's medlemslande i Europa kunne deltage i turneringen. Den blev afviklet som en cupturnering, hvor alle opgør bortset fra finalen blev spillet over to kampe, idet holdene mødtes på både hjemme- og udebane, Opgørene blev afgjort i form at summen af resultaterne af de to kampe, og hvis stillingen var uafgjort, blev opgøret afgjort i straffeslagskonkurrence umiddelbart efter den anden kamp. Finalen blev som noget nyt blev afviklet i form af én kamp på neutral bane. 
| - HC Bolzano - EC Klagenfurter AC - Feenstra Verwarming Heerenveen - Kölner EC - Gap HC - SC Bern - IL Manglerud/Star - Ferencvárosi TC | - Podhale Nowy Targ - CSA Steaua Bucuresti - HK Jesenice - SG Dynamo Berlin - Tappara - Brynäs IF - TJ Poldi SONP Kladno - HK CSKA Moskva |

## Resultater

### Første runde
| Datoer | Datoer | Hjemmehold i 1.kamp  | Hjemmehold i 2.kamp            | Total   | 1.kamp | 2.kamp   |
| ------ | ------ | -------------------- | ------------------------------ | ------- | ------ | -------- |
|        |        | Gap HC               | Kölner EC                      | 10−23   | 7−9    | 1[0]3−14 |
|        |        | SG Dynamo Berlin     | Podhale Nowy Targ              | 011−711 | 7−3    | 4−4      |
|        |        | CSA Steaua Bucuresti | SC Bern                        | 4−5     | 3−2    | 1−3      |
| 27.9.  | 29.9.  | EC Klagenfurter AC   | Ferencvárosi TC                | 10−51   | 5−2    | [0]5−3   |
|        |        | HC Bolzano           | HK Jesenice                    | 12−81   | 6−2    | 6−6      |
|        |        | IL Manglerud/Star    | Feenstra Verwarming Heerenveen | 19−10   | 3−3    | 6−7      |

### Anden runde
I anden runde trådte Finland og Sveriges repræsentanter ind i turneringen.
| Datoer | Datoer | Hjemmehold i 1.kamp            | Hjemmehold i 2.kamp | Total    | 1.kamp       | 2.kamp       |
| ------ | ------ | ------------------------------ | ------------------- | -------- | ------------ | ------------ |
|        |        | SC Bern                        | Kölner EC           | [0]11−11 | 7−3          | 4−8          |
|        |        | EC Klagenfurter AC             | HC Bolzano          | 7−8      | 5−5          | 2−3          |
| -      | -      | Feenstra Verwarming Heerenveen | Brynäs IF           | w.o.     | Ikke spillet | Ikke spillet |
| -      | -      | SG Dynamo Berlin               | Tappara             | w.o.     | Ikke spillet | Ikke spillet |

### Tredje runde
| Datoer | Datoer | Hjemmehold i 1.kamp | Hjemmehold i 2.kamp            | Total   | 1.kamp | 2.kamp |
| ------ | ------ | ------------------- | ------------------------------ | ------- | ------ | ------ |
|        |        | SG Dynamo Berlin    | Kölner EC                      | 011−311 | 5−1    | 6−2    |
| 1.11.  | 9.11.  | HC Bolzano          | Feenstra Verwarming Heerenveen | 5−9     | 4−2    | 1−7    |

### Fjerde runde
SG Dynamo Berlin var oversidder i fjerde runde, hvor TJ Poldi SONP Kladno trådte ind i turneringen.
| Datoer | Datoer | Hjemmehold i 1.kamp  | Hjemmehold i 2.kamp            | Total | 1.kamp | 2.kamp |
| ------ | ------ | -------------------- | ------------------------------ | ----- | ------ | ------ |
| 25.1.  | 15.2.  | TJ Poldi SONP Kladno | Feenstra Verwarming Heerenveen | 22−8  | 9−3    | 13−5   |

### Semifinale
| Datoer  | Datoer | Hjemmehold i 1.kamp | Hjemmehold i 2.kamp  | Total | 1.kamp | 2.kamp |
| ------- | ------ | ------------------- | -------------------- | ----- | ------ | ------ |
| 30.8.78 | 3.9.78 | SG Dynamo Berlin    | TJ Poldi SONP Kladno | 7−14  | 5−5    | 2−9    |

### Finale
Finalekampen blev spillet den 29. august 1979 i Innsbruck, Østrig som en del af finalerunden for Europa Cup 1978-79.
| Dato    | Kamp           | Kamp                 | Res. | Perioder      |
| ------- | -------------- | -------------------- | ---- | ------------- |
| 29.8.79 | HK CSKA Moskva | TJ Poldi SONP Kladno | 3−1  | 1-0, 0-0, 2-1 |